# Tempori parce
Tempori parce (лат. изговор: темпори парце). Штеди вријеме. (Сенека) 

## Поријекло изреке
Изрекао Луције Енеј Сенека (лат. Lucius Annaeus Seneca) у смјени старе у нову еру. римски књижевник, главни представник модерног, „новог стила“ у време Неронове владавине.

## Значење
Вријеме се чини бесконачним, али је човјек коначан. Оно незаустављиво пролази. Не искористити га значи промашити, не урадити неопходно. Њиме се не треба расипати колико год да га има јер је човјек  у њему занемарљив. Ваља  штедјети у своју корист.